# 瀾滄ラフ族自治県
瀾滄ラフ族自治県（らんそうラフぞくじちけん）は中華人民共和国雲南省普洱市に位置する自治県。ラフ族唯一の民族自治県となっている。

## 地理
瀾滄は雲南省南西部に位置し、南西部はミャンマーと国境を接している。横断山脈怒山山系南端に位置し、西高東低の起伏にとんだ地勢であり、山間部が全面積の98.8%を占めている。

## 歴史
1913年に鎮辺県が設置された。しかし1915年に重複県名を回避すべく瀾滄県に改称、1953年に県級の瀾滄拉枯族自治区に改編、更に1955年に現在の自治県となり現在に至っている。

## 行政区画
| 区分   | 数 | 名称                                                                    |
| ------ | -- | ----------------------------------------------------------------------- |
| 鎮     | 5  | 勐朗 上允 糯扎渡 恵民 東回                                              |
| 郷     | 9  | 糯福 東河 大山 南嶺 木戛 拉巴 竹塘 富邦 富東                            |
| 民族郷 | 6  | 発展河ハニ族郷 謙六イ族郷 雪林ワ族郷 酒井ハニ族郷 安康ワ族郷 文東ワ族郷 |

## 交通

### 航空
- 瀾滄景邁空港（中国語版）

### 道路
- 国道
  - G214国道